# Vestes do luteranismo

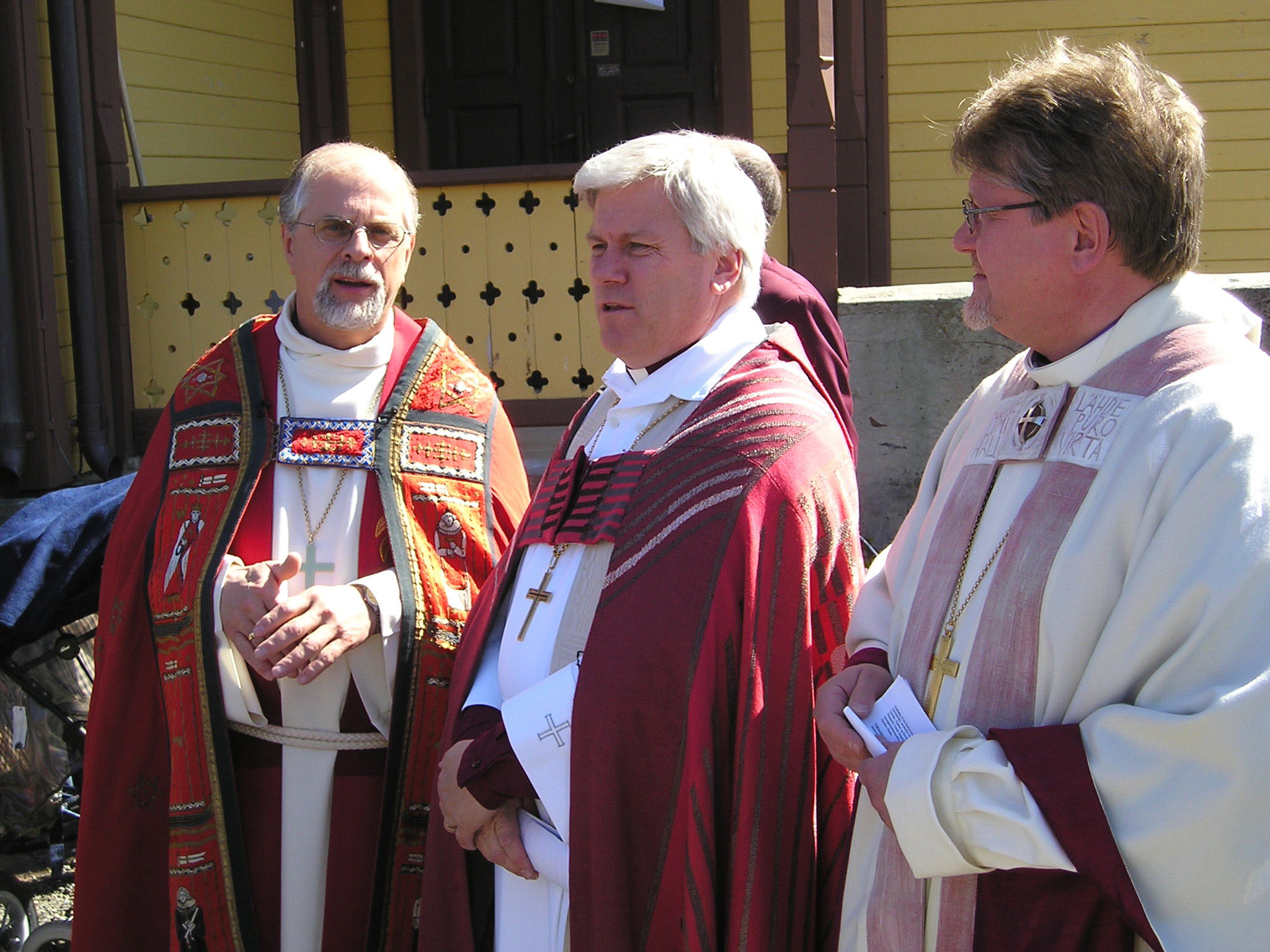
Três bispos luteranos nórdicos usando vestes litúrgicas, a esquerda um bispo norueguês juntamente com um bispo sueco e finlandês.

Na igreja luterana o vestuário litúrgico é destinado a quem vai se confirmar ou quem trabalha em serviços religiosos da igreja como padres/pastores, diácono, catequistas ou cantores. O vestuário também é destinado àqueles que devem manter, supervisionar e aceitar tarefas ou ser um fornecedor de roupas litúrgicas como nos países da Escandinávia. Na igreja da Noruega o livro de vestuário deve estar atualizado para os servos da igreja, igrejas e conselheiros da diocese e membros de conselho da ala, conselho conjunto, conselho diocesano ou conselho para arte da igreja. A Igreja luterana dos países escandinavos recebeu novos regulamentos para o uso de roupas litúrgicas na reunião da Igreja em 2013 e em 2015, as regras sobre casamento e processo litúrgico com alba e ardósia para diácono, catecista e cantor. Os sacerdotes têm geralmente usado toga simples e estola desde 1980, enquanto os novos regulamentos de 2015 incluem traje litúrgico para todos os ministros de serviço da igreja.
Para aprofundar ainda mais, as diretrizes do Conselho da Igreja seguem regras para o uso de roupas litúrgicas de 2018.

## Manto de pregação
Também conhecido como o "Geneva Gown", trata-se de uma simples vestimenta com mangas abertas, largas e em forma de sino. A vestimenta é tradicionalmente usada aberta (ou ventilado) sobre uma batina, com bandas de pregação e um capuz acadêmico. Um ministro que tenha obtido um doutorado acadêmico em qualquer uma das disciplinas teológicas (DD, D.Min., STD, Th.D.) ou nas artes liberais e ciências (PhD, DA) pode adornar cada manga com três divisas ou barras de tecido aveludado em preto ou vermelho escarlate, significando credenciais eruditas. Os painéis de veludo do revestimento do vestido combinam com as divisas. Alguns vestidos de doutorado também têm divãs e painéis de veludo preto e adornados com canos vermelhos.
Roupões contemporâneos e outras expressões de vestimenta são inspirados, mas permanecem distintas do vestido de Genebra.

## Bandas clericais
Bandas são uma forma de gravata formal, usada por alguns clérigos luteranos e reformados, e com algumas formas de vestimenta acadêmica. Eles tomam a forma de dois pedaços oblongos de tecido, geralmente embora não invariavelmente brancos, que são amarrados ao pescoço. A palavra bandas é geralmente plural porque elas requerem duas partes similares e não vêm como uma peça de tecido. Aqueles usados por membros do clero são frequentemente chamados de bandas de pregação, guias de pregação, ou bandas de Genebra, aqueles usados por advogados são chamados bandas de advogados ou, mais comumente no Canadá, guias.

## Alba e estola
Os ministros luteranos utilizam a batina e estola em cultos e durante a celebração da eucaristia, as cores da estola podem variar de acordo com a data do calendário litúrgico. Em 30 de maio de 1980 a igreja da Noruega criou um decreto que exige que todos os seus clérigos utilizem a batina e estola para os serviços da igreja. Por decreto real de 1 de novembro de 1985, a reunião da Igreja recebeu a autoridade para determinar diretrizes para o uso de roupas litúrgicas na Igreja norueguesa. Isto também deve ser aplicado além do clero. Na prática, significava que todos os sacerdotes, diáconos, catequistas, tocador de sinos, servos da igreja, organistas e secretários da ala precisem usar vestes litúrgicas. Um conjunto de uniforme de regulamentos foi elaborado e em 11 de novembro de 1988, a reunião da Igreja foi capaz de determinar as orientações da Igreja da Noruega para o uso de roupas litúrgicas. Roupa litúrgica deve ser entendida como roupas que você usa ao realizar tarefas de serviço litúrgico em adoração e ações eclesiásticas. As orientações entraram em vigor em 1 de janeiro de 1989. A tarefa do Conselho da Igreja era preparar as diretrizes e, em 1990, publicou o livro de orientação Vestuário litúrgico na Igreja da Noruega. Os regulamentos eram vinculativos para os funcionários na Igreja norueguesa.
A estola é uma faixa em volta do pescoço ou sobre o ombro esquerdo para ser usada do lado de fora da batina. Na Igreja luterana, o sacerdote e o bispo carregam uma estola direta e diácono casado, catecista e cantor.

### Diáconos
Os diáconos utilizam uma túnica branca com uma estola sacerdotal na diagonal assim como nas igrejas Católica e Anglicana.

## Galeria

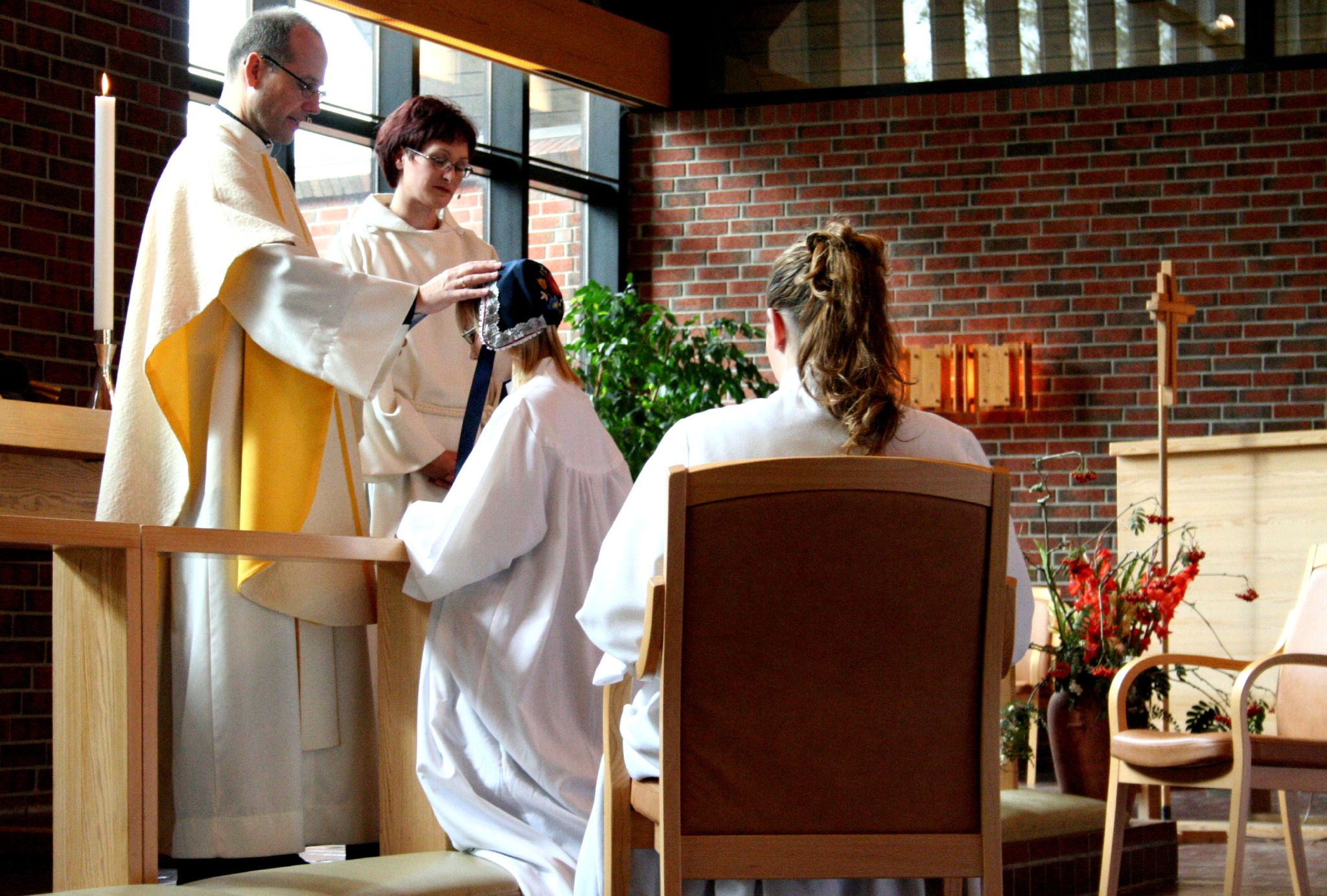
Sacerdote luterano usando casula em um serviço de confirmação.